# Мотызлейский сельсовет
Мотызлейский сельсовет — сельское поселение в Вознесенском районе Нижегородской области.
Административный центр — село Мотызлей.

## История
Статус и границы сельского поселения установлены Законом Нижегородской области от 15 июня 2004 года № 60-З «О наделении муниципальных образований - городов, рабочих посёлков и сельсоветов Нижегородской области статусом городского, сельского поселения».

## Население
| 2002 | 2010 | 2012 | 2013 | 2014 | 2015 | 2016 |
| ---- | ---- | ---- | ---- | ---- | ---- | ---- |
| 1092 | ↘868 | ↘832 | ↘816 | ↘804 | ↘784 | ↘748 |
| 2017 | 2018 | 2019 | 2020 | 2021 |      |      |
| ↗764 | ↘733 | ↘704 | ↘682 | ↘661 |      |      |

## Состав сельского поселения
| № | Населённый пункт | Тип населённого пункта       | Население |
| - | ---------------- | ---------------------------- | --------- |
| 1 | Дашино           | деревня                      | ↘16       |
| 2 | Мотызлей         | село, административный центр | ↘852      |